# Grani Marcel
Grani Marcel (en llatí Granius Marcellus) va ser un magistrat romà.
Era pretor de Bitínia en el regnat de l'emperador Tiberi. L'any 15 va ser acusat pel seu propi qüestor Crispí Cepió i pel delator Romà Hispó, de traïció i extorsió al seu govern. Encara que el van absoldre del delicte de traïció, va ser condemnat per extorsió però només va haver de pagar una multa. Tàcit assenyala aquest judici com un dels primers que van marcar l'inici dels judicis injustos del regnat de Tiberi.